# 樟树站
樟树站是一个沪昆线上的铁路车站，位于中华人民共和国江西省宜春市樟树市大桥街道。车站目前由南昌局集团南昌车务段管辖，为三等站。车站目前客运办理旅客乘降，行李、包裹托运；货运办理整车、零担、集装箱货物发到。车站是沪昆铁路在赣江东侧的最后一站，下一站张家山站位于赣江西侧。
樟树站建于1936年，原址位于站前路东湖公园附近。在京九铁路通车前，进出赣南的货物大多均需在樟树站进行铁水转运:161。1995年12月车站在浙赣线复线化后迁至现址:1432。

## 车站结构

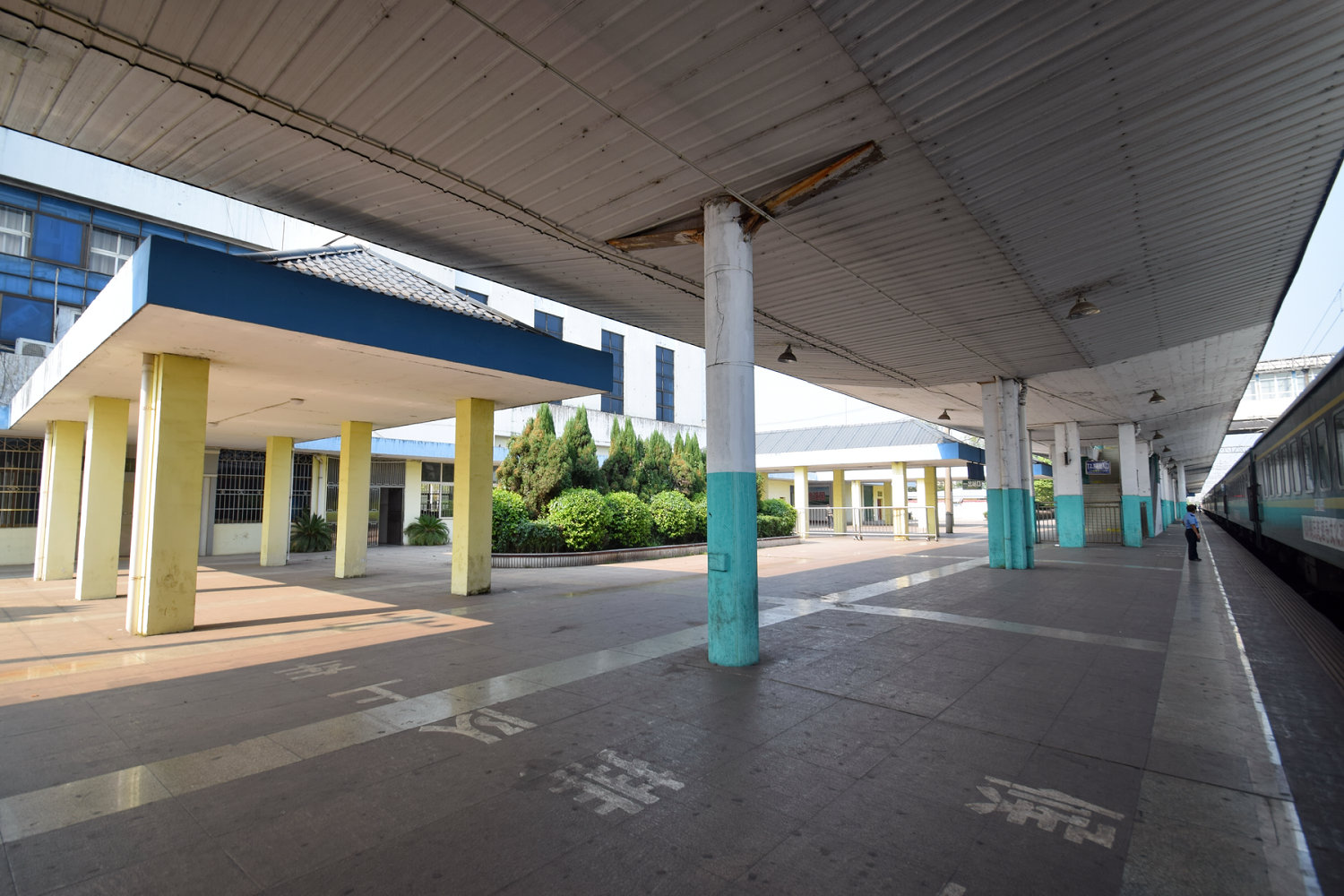
樟树站1站台

樟树站设有6条股道、2座旅客站台，两座站台和站房间通过天桥连接。车站西侧引出有专用线，分别通往樟树转运站、樟树盐业公司、樟树粮油公司。其中樟树转运站货场设有2条货物线、3座货物站台；盐专线建于1979年1月，1981年10月竣工。专用线在业主晶昊盐化（原江西盐矿）于2017年厂区搬迁至樟树东站樟树盐化工基地后停用，2020年计划改建为城市道路；码头货场专用线建于1962年，1973年投入使用，长2.5公里，连接四、五码头、粮油公司外还通往特克泰欧、纺织有限公司诚通物流等单位。2013年车站利用该专线进行樟树港河东港区五码头的扩建工程:1431。车站另设有“856”专用线，长9公里，于1956年9月开工、1957年12月通车:156。
| 站房     | 售票处、候车室、进出站          |
| 侧式站台 |                                 |
| 1站台    | 沪昆铁路 往上海方向（拖船埠站） |
| 通过线   | 沪昆铁路上行列车通过线          |
| 2站台    | 沪昆铁路下行列车通过线          |
| 岛式站台 |                                 |
| 3站台    | 沪昆铁路 往昆明方向（张家山站） |
| 侧线     | 沪昆铁路 货车                   |
| 侧线     | 沪昆铁路 货车                   |